# 펠레아스와 멜리장드 (오페라)
펠레아스와 멜리장드(프랑스어: Pelléas et Mélisande)는 클로드 드뷔시가 작곡한 5막 오페라이다. 프랑스어 대본은 모리스 마테를링크의 유명한 상징주의 희곡인 《펠레아스와 멜리장드》를 거의 똑같이 따라서 작성되었다. 이 작품은 1902년 4월 30일 파리에 위치한 오페라 코미크의 살 파바르에서 초연되었다. 장 페리에가 펠레아스 역을, 메리 가든이 멜리장드 역을 맡았고, 앙드레 메시제가 지휘했다. 메시제는 오페라 코미크가 이 작품을 무대에 올리는 데 중요한 역할을 했다. 이 작품은 드뷔시가 완성한 유일한 오페라이다.
드뷔시는 이 작품을 기존의 오페라라는 명칭을 거부하고, ‘서정극(drama lyrique)’이라 불렀다. 펠레아스와 멜리장드는 가끔 ‘인상주의 오페라’로 불린다.
줄거리는 삼각관계에 관한 것이다. 골로 왕자는 숲에서 길을 잃고 헤매던 중 신비로운 젊은 여인 멜리장드를 발견한다. 그는 그녀와 결혼하여 할아버지 아르켈 왕의 알르몽드 성으로 데려온다. 여기서 멜리장드는 골로의 이복동생 펠레아스와 점점 더 가까워지고, 골로의 질투심을 자극한다. 골로는 펠레아스와 멜리장드의 관계에 대한 진실을 알아내기 위해 지나친 행동을 하고, 심지어 자신의 아들 이뇰드에게 그들을 감시하라고 강요한다. 펠레아스는 성을 떠나기로 결심하지만, 마지막으로 멜리장드를 만나기로 약속하고 두 사람은 마침내 서로에 대한 사랑을 고백한다. 엿듣고 있던 골로가 뛰쳐나와 펠레아스를 죽인다. 멜리장드는 잠시 후 딸을 낳고 사망하며, 골로는 여전히 그녀에게 "진실"을 말해달라고 간청한다.
펠레아스와 멜리장드는 20세기 내내 그리고 21세기까지 정기적으로 무대에 오르고 녹음되었다.

## 작품 배경

### 드뷔시의 오페라 이상
1902년을 되돌아보며 드뷔시는 자신의 유일한 완성 오페라가 길고 오래 걸린 이유를 설명했다. "오랫동안 연극을 위한 음악을 쓰려고 노력했지만, 제가 원하는 형식은 너무나 특이해서 여러 번 시도한 후 그 생각을 포기했습니다." 《펠레아스와 멜리장드》가 나오기 전에는 여러 번의 실패가 있었다. 1880년대 젊은 작곡가는 여러 오페라 프로젝트(《디안 오 부아》, 《악셀》)를 시도하다가 엘 시드를 주제로 한 시인이자 바그너 애호가인 카튈 망데스의 로드리그와 시멘이라는 대본을 수락했다.
이 시점에서 드뷔시 또한 바그너 음악의 열렬한 팬이었지만, 아버지의 기대를 충족시키기 위해 파리 오페라에서의 공연과 그로 인해 얻을 수 있는 돈과 명성에 대한 망데스의 약속에 더 마음이 흔들렸을 것이다. 망데스의 대본은 관습적인 줄거리로 인해 그의 창의적인 능력에 별다른 영감을 주지 못했다. 비평가 빅토르 레더러(Victor Lederer)의 말에 따르면, "의미 있는 프로젝트에 몰두하기를 갈망하던 젊은 작곡가는 그가 두려워하던 구식 대본을 받아들였는데, 이 대본은 실수투성이였고 와인을 외치는 병사들의 활기찬 합창으로 가득했다." 드뷔시의 편지와 친구들과의 대화는 망데스 대본에 대한 그의 좌절감이 커지고 있음을 보여주며, 바그너 미학에 대한 작곡가의 열정도 시들해지고 있었다. 1892년 1월 편지에서 그는 "이 오페라 때문에 내 삶은 고난과 불행뿐입니다. 모든 것이 나와 맞지 않습니다."라고 썼다. 그리고 폴 뒤카스에게는 《로드리그》가 "제가 꿈꾸는 모든 것과 완전히 어긋나며, 저에게는 낯선 종류의 음악을 요구한다"고 고백했다.
드뷔시는 이미 오페라에 대한 새로운 개념을 구상하고 있었다. 1890년 에르네스트 기로에게 보낸 편지에서 그는 이렇게 썼다. "이상적인 것은 두 개의 연관된 꿈입니다. 시간도, 장소도 없습니다. 거대한 장면도 없습니다. [...] 오페라에서 음악은 너무 지나치게 지배적입니다. 노래가 너무 많고 음악적 설정이 너무 거추장스럽습니다. [...] 제 아이디어는 이동 가능한 장면이 있는 짧은 대본입니다. 인물들 사이의 논쟁이나 논쟁은 없으며, 저는 그들이 삶이나 운명의 손아귀에 달려 있다고 봅니다." 드뷔시는 모리스 마테를링크의 새로운 상징주의 연극을 발견하고 나서야 대본에 대한 자신의 이상적인 요구 사항을 충족시키는 드라마 형식을 찾았다.

### 적절한 대본 찾기

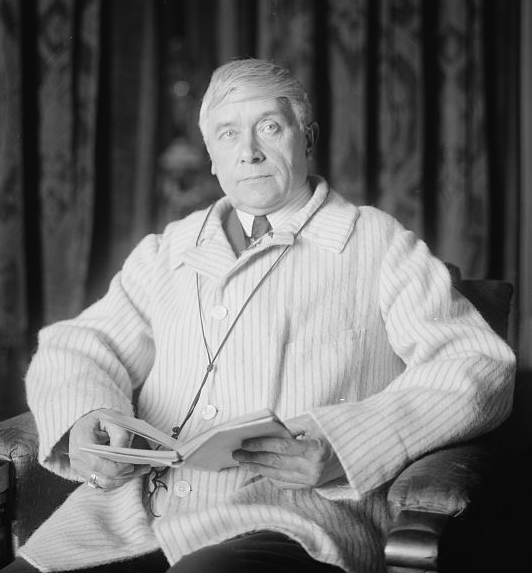
모리스 마테를링크

1890년대 파리에서 마테를링크의 연극은 아방가르드에게 엄청난 인기를 누렸다. 그것들은 내용과 스타일에 있어서 반자연주의적이었고, 외부의 드라마를 버리고 인물들의 내면 생활을 상징적으로 표현하는 데 중점을 두었다. 드뷔시는 마테를링크의 첫 연극인 프린세스 말라인의 공연을 보았고, 1891년에 그것을 음악으로 만들 허가를 요청했지만 마테를링크는 이미 뱅상 당디에게 약속한 상태였다.

드뷔시의 관심은 《펠레아스와 멜리장드》로 옮겨갔는데, 그는 1892년 5월 출판과 1893년 5월 17일 테아트르 데 부프 파리지앵에서의 첫 공연(그가 참석했다) 사이에 이 작품을 읽었었다. 《펠레아스》는 당시 다른 많은 음악가들을 매료시킨 작품이었다. 가브리엘 포레와 장 시벨리우스 모두 이 연극을 위한 부수 음악을 작곡했으며, 아르놀트 쇤베르크는 이 주제로 교향시를 작곡했다. 드뷔시는 그 안에서 자신이 찾던 이상적인 오페라 대본을 발견했다. 1902년 기사 "내가 왜 《펠레아스》를 썼는가"에서 드뷔시는 이 작품의 매력을 설명했다. 
"꿈같은 분위기에도 불구하고 소위 '실제 삶의 문서'들보다 훨씬 더 많은 인간미를 담고 있는 《펠레아스》 드라마는 나의 의도에 훌륭하게 부합하는 것 같았다. 그 안에는 음악과 오케스트라 배경으로 확장될 수 있는 감각적인 연상적 언어가 있다."
드뷔시는 《로드리그와 시멘》 작업을 포기하고 1893년 8월 친구인 시인 앙리 드 레니에를 통해 마테를링크에게 《펠레아스》를 음악으로 만들 허가를 요청했다. 마테를링크가 허락할 무렵 드뷔시는 이미 4막의 사랑 장면 작업을 시작했고, 초안의 첫 버전은 9월 초에 완성되었다.  11월에 드뷔시는 벨기에를 여행하여 브뤼셀에서 유명한 바이올리니스트 외젠 이자이에게 작업 중인 작품의 발췌곡을 연주해 보인 후, 헨트에 있는 마테를링크의 집을 방문했다. 드뷔시는 극작가가 처음에는 "적격인 젊은 남자를 만나는 소녀처럼" 수줍어했지만, 두 사람은 곧 서로에게 마음을 열었다고 묘사했다. 마테를링크는 드뷔시에게 연극에서 원하는 어떤 부분이라도 삭제할 수 있는 권한을 주었다. 그는 또한 작곡가에게 자신이 음악에 대해 아무것도 모른다고 인정했다.

### 작곡
드뷔시는 연극에서 네 장면(1막 1장, 2막 4장, 3막 1장, 5막 1장)을 삭제하기로 결정했고, 시녀들의 역할을 마지막 막에서 한 번만 등장하는 무언극으로 상당히 줄였다. 그는 또한 마테를링크가 좋아했던 정교한 묘사도 줄였다. 드뷔시의 작곡 방식은 상당히 체계적이었다. 그는 한 번에 한 막씩만 작업했지만 반드시 시간 순서대로 작업한 것은 아니었다. 그가 처음으로 작곡한 장면은 4막 4장, 펠레아스와 멜리장드의 절정의 사랑 장면이었다.
드뷔시는 1895년 8월 17일에 오페라의 축약 악보(자세한 오케스트라 편성은 없음)를 완성했다. 그는 1898년에야 오페라 코미크가 작품을 수락할 때까지 리허설에 필요한 완전한 악보를 제작하지 않았다. 이때 그는 완전한 오케스트라 편성을 추가하고, 피아노와 성악 악보를 완성했으며, 여러 차례 수정했다. 이 버전이 1902년 1월에 리허설에 들어갔다.

## 펠레아스를 무대에 올리다

### 공연장 찾기
드뷔시는 《펠레아스와 멜리장드》의 초연에 적합한 장소를 찾기 위해 수년을 보냈는데, 그 혁신적인 작품을 무대에 올리는 데 어려움이 있을 것이라는 것을 깨달았다. 그는 1895년 친구 카미유 모클레르에게 이렇게 털어놓았다. "작은 작품이 아닙니다. 이 작품을 올릴 곳을 찾고 싶지만, 제가 가는 곳마다 환영받지 못한다는 것을 아실 겁니다." 그는 모클레르에게 부유한 심미주의자 로베르 드 몽테스키우에게 그의 파빌롱 데 뮤즈에서 공연해 달라고 요청할까 생각했지만, 아무런 결과도 얻지 못했다고 말했다. 한편, 드뷔시는 오페라의 발췌곡을 콘서트에서 연주해 달라는 모든 요청을 거부했다. 그는 이렇게 썼다. "이 작품에 어떤 장점이 있다면, 그것은 무엇보다도 무대적 움직임과 음악적 움직임 사이의 연관성에 있습니다."
작곡가이자 지휘자인 앙드레 메시제는 드뷔시 음악의 열렬한 팬이었고, 드뷔시가 오페라 발췌곡을 연주하는 것을 들었다. 메시제가 1898년에 오페라 코미크 극장의 수석 지휘자가 되었을 때, 그의 열렬한 추천으로 극장장 알베르 카레는 1898년 5월과 1901년 4월 두 차례에 걸쳐 드뷔시를 방문하여 피아노로 작품 연주를 들었다. 이를 토대로 카레는 오페라 코미크를 위해 이 작품을 수락했고, 1901년 5월 3일 다음 시즌에 오페라를 공연하겠다는 서면 약속을 드뷔시에게 주었다.

### 마테를링크와의 문제

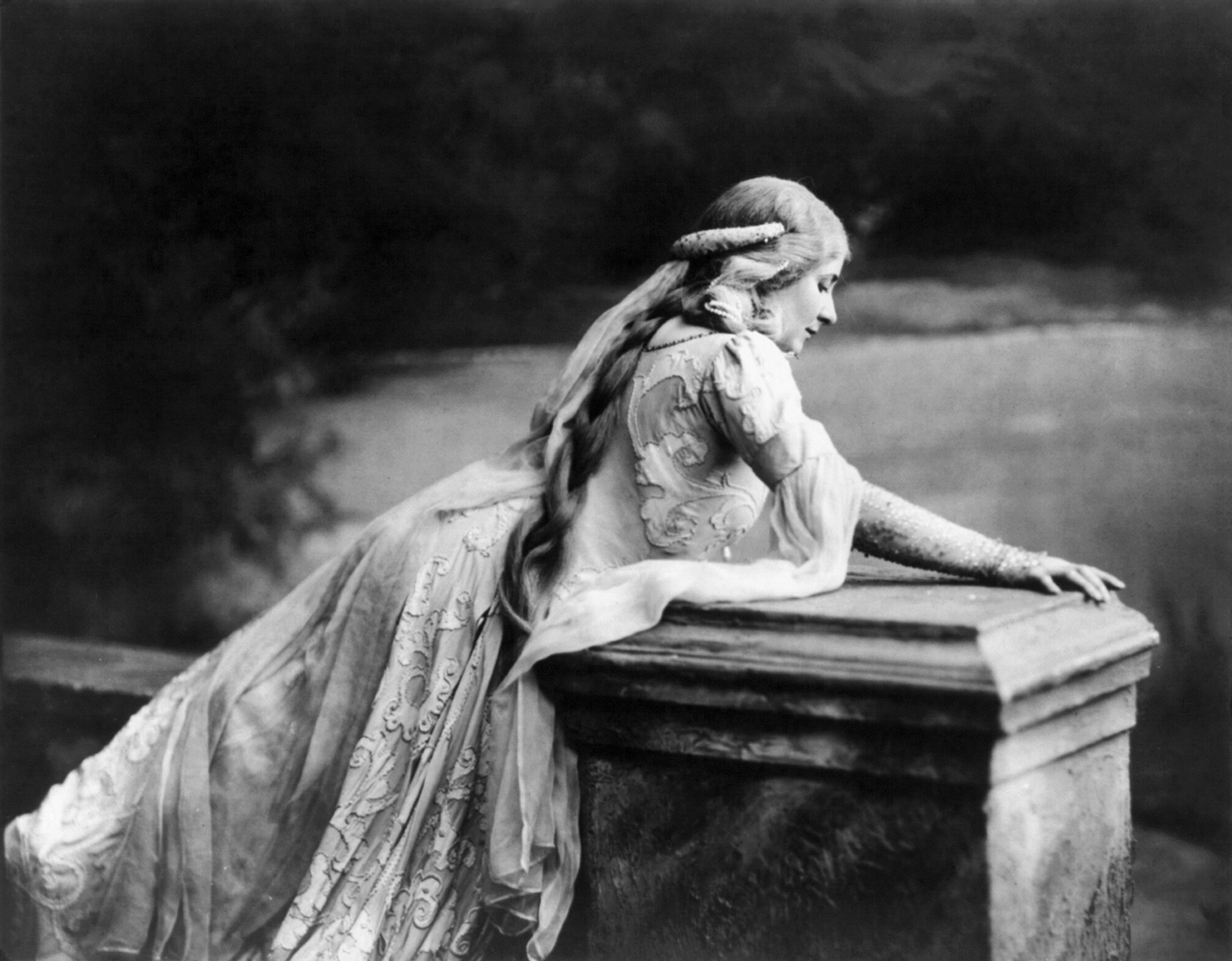
최초의 멜리장드, 메리 가든

마테를링크는 멜리장드 역을 자신의 오랜 동반자인 조르제트 르블랑에게 맡기고 싶어 했는데, 그녀는 나중에 드뷔시가 자신과 여러 번 리허설을 했고 "내 해석에 감격했다"고 주장했다. 그러나 그녀는 알베르 카레에게는 환영받지 못하는 인물이었다. 그녀의 카르멘 연기는 터무니없다고 여겨졌고, 드뷔시는 사적으로 친구에게 "그녀는 음정뿐만 아니라 말도 틀리게 한다"고 말했다.
카레는 새로운 스코틀랜드 출신 가수인 메리 가든에게 열광했는데, 그녀는 1900년 《루이즈》 초연 직후 주연을 맡아 파리 대중을 매료시켰다. 드뷔시는 처음에는 망설였지만, 나중에 그녀의 노래를 들었을 때 얼마나 깊은 인상을 받았는지 회상했다. "그것은 내 마음속 깊이 들었던 부드러운 목소리였고, 주저하는 듯한 부드럽고 매혹적인 매력을 지닌 목소리여서, 나는 감히 희망조차 품지 못했다."
마테를링크는 1901년 12월 말 언론에 가든의 캐스팅 소식이 발표되고 나서야 알게 되었다고 주장했다. 그는 격분하여 오페라 공연을 막기 위해 법적 조치를 취했다. 그러나 1895년에 드뷔시에게 오페라를 마음대로 무대에 올릴 수 있는 서면 허가를 주었기 때문에 이는 실패할 수밖에 없었고, 그는 르블랑에게 드뷔시에게 "매너를 가르치기 위해 몇 대 때려주겠다"고 말했다. 그는 드뷔시의 집으로 가서 작곡가를 위협했다. 드뷔시 부인이 개입했고, 작곡가는 침착하게 앉아 있었다. 1902년 4월 13일, 초연 약 2주 전, 르 피가로는 마테를링크가 오페라를 "나에게 이상하고 적대적인 작품 [...] 나는 그 즉각적이고 단호한 실패를 바랄 뿐이다"라며 자신과 결별하는 편지를 실었다. 마테를링크는 드뷔시 사망 2년 후인 1920년에야 이 오페라를 보았다. 그는 나중에 이렇게 고백했다. "이 일에서 나는 전적으로 틀렸고, 그는 천 번 옳았다."

### 리허설
《펠레아스와 멜리장드》의 리허설은 1902년 1월 13일에 시작되어 15주 동안 진행되었다. 드뷔시는 대부분의 리허설에 참석했다. 멜리장드 역만 캐스팅 문제가 있었던 것은 아니다. 이뇰드 역을 맡을 아이(블롱댕)는 매우 늦게 선정되었고, 그 역할을 능숙하게 노래할 수 없다는 것이 드러났다. 이뇰드의 주요 장면(4막 3장)은 삭제되었고, 나중에 여성에게 그 역할이 주어졌을 때에야 다시 공연되었다. 리허설 과정에서 오페라 코미크의 무대 장치가 장면 전환을 감당할 수 없다는 것이 밝혀졌고, 드뷔시는 이를 해결하기 위해 급히 오케스트라 간주곡을 작곡해야 했다. 이 음악은 (오를레지에 따르면) "오페라에서 가장 광범위하고 분명히 바그너적인 요소임이 입증되었다." 오케스트라와 출연진 중 많은 사람들이 드뷔시의 혁신적인 작품에 적대적이었고, 로저 니콜스(Roger Nichols)의 말에 따르면, 메리 가든이 전한 "부디 여러분이 가수라는 것을 잊어달라"는 작곡가의 지시에 "전혀 호의적이지 않았을 수도 있다." 월요일인 4월 28일 오후에 열린 최종 리허설은 소란스러웠다. 누군가—메리 가든의 생각으로는 마테를링크—대본을 음란하게 패러디한 것을 배포했다. 관객들은 또한 이뇰드가 "작은 아빠"(petit père)라는 문구를 반복하는 것과 가든의 스코틀랜드 억양에 웃음을 터뜨렸다. 그녀는 'courage'를 하수구에 박힌 오물을 의미하는 'curages'로 발음한 것으로 보인다. 검열관 앙리 루종(Henri Roujon)은 드뷔시에게 초연 전에 이뇰드가 펠레아스와 멜리장드가 "침대 근처에 있다"고 언급하는 것을 포함한 여러 부분을 삭제할 것을 요청했다. 드뷔시는 이에 동의했지만, 출판된 악보에는 대본을 변경하지 않고 그대로 두었다.

### 초연

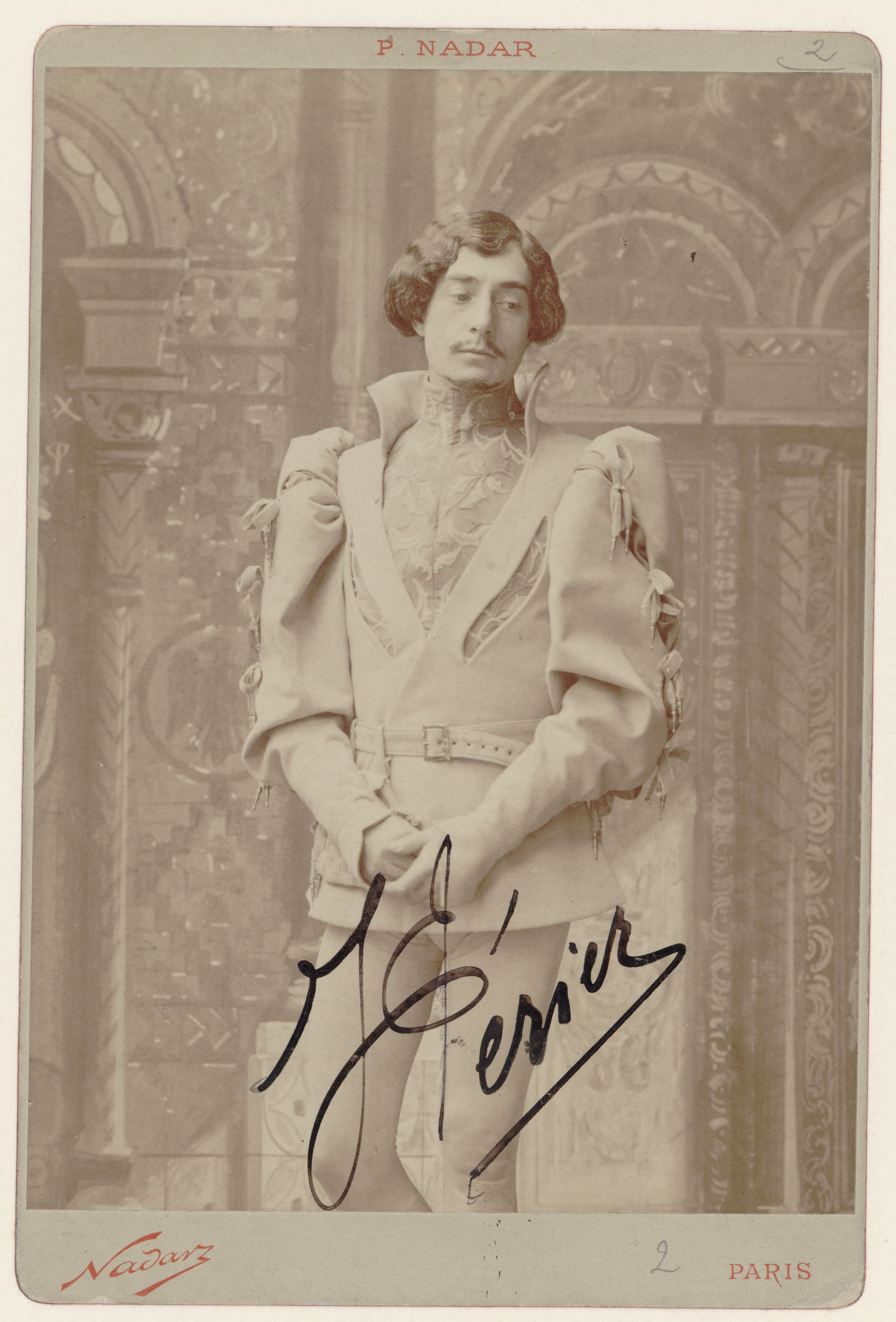
장 페리에의 펠레아스 역 (1902)

《펠레아스와 멜리장드》는 1902년 4월 30일 파리의 오페라 코미크에서 앙드레 메시제의 지휘로 초연되었다. 무대 장치는 루시앙 쥐솜과 외젠 롱생이 라파엘 전파 양식으로 디자인했다. 초연은 드뷔시 애호가 그룹이 이 작품을 매우 불쾌하게 여긴 오페라 코미크의 일반 구독자들을 상쇄했기 때문에 최종 리허설보다 더 따뜻한 반응을 얻었다. 메시제는 반응에 대해 다음과 같이 설명했다. "[그것은] 확실히 성공은 아니었지만, 이틀 전의 재앙은 아니었다... 두 번째 공연부터 관객들은 차분해졌고 무엇보다도 모두가 이야기하는 이 작품을 듣고 싶어 했다... 음악원 학생들과 학생들로 구성된 소수의 팬들이 매일 늘어났다..."
비판적인 반응은 엇갈렸다. 일부는 음악이 "병적이고 거의 생명력이 없다"거나 "삐걱거리는 문 소리나 가구가 움직이는 소리, 또는 멀리서 아이가 우는 소리 같다"고 비난했다. 드뷔시 음악의 끊임없는 반대자였던 카미유 생상스는 자신이 평소 여름 휴가를 포기하고 파리에 머물면서 "펠레아스에 대해 불쾌한 말을 하겠다"고 주장했다. 그러나 다른 이들, 특히 젊은 작곡가, 학생, 심미주의자들은 매우 열정적이었다. 드뷔시의 친구 폴 뒤카스는 이 오페라를 칭송했고, 로맹 롤랑은 이 오페라를 "프랑스 음악사에서 세네 가지 뛰어난 성과 중 하나"라고 묘사했으며, 뱅상 당디는 이 작품을 바그너와 17세기 초 이탈리아 오페라와 비교하며 광범위한 평론을 썼다. 당디는 《펠레아스》가 감동적이라고도 생각했다. "작곡가는 실제로 인간의 감정과 인간의 고통을 인간적인 방식으로 느끼고 표현했는데, 비록 등장인물들이 꿈속에서 사는 듯한 외모를 하고 있었지만 말이다." 이 오페라는 젊은 심미주의자들 사이에서 "컬트적 추종"을 얻었고, 작가 장 로랭은 메리 가든과 다른 출연진의 의상과 헤어스타일을 흉내 내는 "펠레아스트르(Pelléastres)"를 풍자했다.

## 공연 역사
초연은 14회 공연되었고, 오페라 코미크에 수익을 가져다주었다. 이 오페라는 극장의 주요 레퍼토리로 자리 잡았으며, 1913년 1월 25일에 100번째 공연을 맞이했다. 1908년에 매기 테이트가 메리 가든으로부터 멜리장드 역을 물려받았다. 그녀는 드뷔시가 자신의 국적을 알았을 때의 반응을 이렇게 묘사했다. "또 다른 영국 여자—맙소사"(Une autre anglaise—Mon Dieu). 테이트는 또한 작곡가의 완벽주의적인 성격과 출연진과의 관계에 대해서도 썼다.
교사로서 그는 궤변적이었다—그것이 유일한 단어다. 정말 궤변적이었다... 그에게는 분노와 비통함의 핵심이 있었다—나는 그가 《펠레아스》의 골로와 비슷하다고 자주 생각하지만 그렇지 않았다. 그는—그의 모든 음악에 나타나듯이—매우 관능적인 남자였다. 아무도 그를 좋아하지 않는 것 같았다. 나의 멜리장드 역에 펠레아스를 연기했던 장 페리에는 드뷔시의 이름만 언급해도 화가 나서 얼굴이 하얗게 질렸다...
드뷔시의 완벽주의—그리고 그에 수반되는 홍보에 대한 그의 혐오감—는 그가 《펠레아스와 멜리장드》 공연에 거의 참석하지 않은 이유 중 하나였다. 그러나 그는 1907년 1월 9일 브뤼셀의 테아트르 드 라 모네에서 열린 오페라의 첫 해외 제작을 감독했다. 이어서 같은 해 4월 19일 프랑크푸르트에서, 1908년 2월 19일 뉴욕의 맨해튼 오페라 하우스에서, 그리고 1908년 4월 2일 아르투로 토스카니니가 지휘한 밀라노의 스칼라 극장에서 해외 초연이 있었다. 영국에서는 1909년 5월 21일 로열 오페라 하우스, 코번트가든에서 처음 공연되었다.
제1차 세계 대전 이후 《펠레아스와 멜리장드》의 인기는 다소 시들해지기 시작했다. 로저 니콜스(Roger Nichols)가 썼듯이, "[두 가지 특성인] 도피적이고 쉽게 풍자될 수 있다는 것은, 전후 파리의 불안정한 분위기에서 《펠레아스》가 더 이상 관련성이 없다고 치부될 수 있다는 것을 의미했다." 해외에서도 상황은 마찬가지였고, 1940년 영국 비평가 에드워드 J. 덴트는 "《펠레아스와 멜리장드》가 완전히 잊혀진 것 같다"고 언급했다. 그러나 같은 해 몬트리올 페스티벌에서 윌프리드 펠티에의 지휘로 캐나다 초연이 이루어졌다. 1942년 5월 22일 오페라 코미크에서 로제 데조르미에르의 지휘로 자크 장센과 이렌 주아생이 주연을 맡아 초연된 유명한 프로덕션으로 관심이 더욱 고조되었다. 이 커플은 "한 세대의 오페라 관객들에게는 펠레아스와 멜리장드"가 되었고, 1955년에 오페라 코미크에서 마지막으로 함께 출연했다.

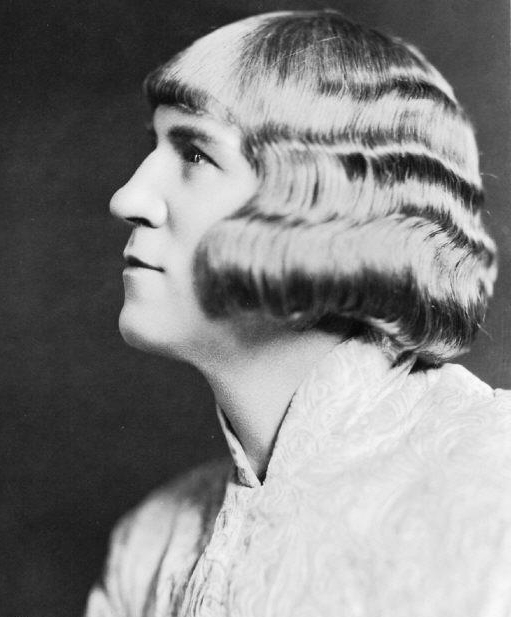
에드워드 존슨의 펠레아스 역 (1925)

호주 초연은 1950년 6월 시드니 음악원 학생 공연으로 유진 구젠스가 지휘했고, 멜리장드 역은 르네 구젠스(혈연 관계 없음)가 맡았다. 호주에서 첫 전문적인 무대 공연은 1977년 6월에 리처드 디볼의 지휘로 빅토리아 주립 오페라에서 이루어졌다.
1962년 12월(드뷔시 탄생 100주년 기념) 오페라 코미크는 마뉘엘 로젠탈 지휘, 피에르 베르탱 연출로 1902년 초연 당시의 오리지널 쥐솜-롱생 무대 세트를 사용하여 여러 차례 공연했다. 이후 주목할 만한 제작으로는 장 콕토의 무대 디자인으로 메츠에서 1963년 처음 공연된 작품과 1969년 코번트가든에서 피에르 불레즈가 지휘한 작품이 있다. 불레즈의 《펠레아스》 지휘 전통 거부는 비평가들 사이에서 논란을 불러일으켰는데, 그들은 불레즈가 드뷔시를 "바그너화"했다고 비난했다. 이에 불레즈는 이 작품이 실제로 바그너의 《파르지팔》에 큰 영향을 받았다고 반박했다. 뉴욕시 오페라는 1970년에 패트리샤 북스가 루델의 지휘로 《펠레아스》를 유명하게 제작했고, "오페라의 '혈통'을 되찾았다"고 평가받았다. "뉴욕시 오페라의 새로운 프로덕션은 멋지고 감성적이다. 바르비종 학파의 느낌과 퇴폐적인 분위기가 결합되어 있다." 불레즈는 1992년 웨일스 국립 오페라에서 독일 연출가 페터 슈타인이 연출한 호평받는 작품에서 《펠레아스》를 다시 지휘했다. 현대적인 제작들은 마테를링크의 배경 설정을 자주 재해석하여 시간대를 현재 또는 다른 시대로 옮겼다. 예를 들어, 1985년 리옹 국립 오페라 제작은 오페라를 에드워드 시대에 설정했다. 이 제작은 프랑스 바리톤 프랑수아 르 루의 발판이 되었는데, 비평가들은 그를 "그의 세대에서 가장 뛰어난 펠레아스"라고 불렀다.
1983년 마리우스 콩스탕은 이 오페라를 바탕으로 20분 길이의 "교향곡"을 편찬했다.

## 등장인물
| 역할                                                    | 음역                            | 초연 출연진, 1902년 4월 30일 지휘: 앙드레 메시제 |
| ------------------------------------------------------- | ------------------------------- | ------------------------------------------------ |
| 아르켈, 알르몽드 국왕                                   | 베이스                          | 펠릭스 비외유                                    |
| 주느비에브, 아르켈의 며느리, 골로와 펠레아스의 어머니   | 콘트랄토                        | 잔 제르빌레아슈                                  |
| 골로, 아르켈의 손자                                     | 바리톤 또는 베이스바리톤        | 엑토르 뒤프란                                    |
| 펠레아스, 아르켈의 손자                                 | 바리톤 (바리톤-마르탱)          | 장 페리에                                        |
| 멜리장드                                                | 소프라노 또는 높은 메조소프라노 | 메리 가든                                        |
| 이뇰드, 골로의 어린 아들                                | 소프라노 또는 보이 소프라노     | C. 블롱댕                                        |
| 의사                                                    | 베이스                          | 비기                                             |
| 양치기                                                  | 바리톤                          |                                                  |
| 무대 밖 선원들 (혼성 합창), 시녀들, 세 명의 걸인 (무언) |                                 |                                                  |

## 악기 편성
악보에 필요한 악기는 다음과 같다:
- 3 플루트 (하나가 피콜로 겸함), 2 오보에, 잉글리시 호른, 2 클라리넷, 3 바순
- 4 호른, 3 트럼펫, 3 트롬본, 튜바
- 팀파니, 심벌즈, 트라이앵글, 글로켄슈필, 종 (악기)
- 2 하프
- 현악기

## 줄거리
- 시간: 중세
- 알르몽드 왕국(가상의 국가)

### 1막
1장: 숲속
알르몽드 국왕 아르켈의 손자 골로 왕자는 숲에서 사냥을 하다가 길을 잃는다. 그는 왕관이 보이는 샘물가에 앉아 겁에 질려 울고 있는 소녀를 발견한다. 그녀는 자신의 이름이 멜리장드라고 밝히지만, 자신의 출신에 대해서는 아무것도 알려주지 않고, 골로가 물속에 빠진 왕관을 찾아주는 것을 거부한다. 골로는 숲이 어두워지기 전에 그녀를 설득하여 함께 가자고 한다.
2장: 성의 방

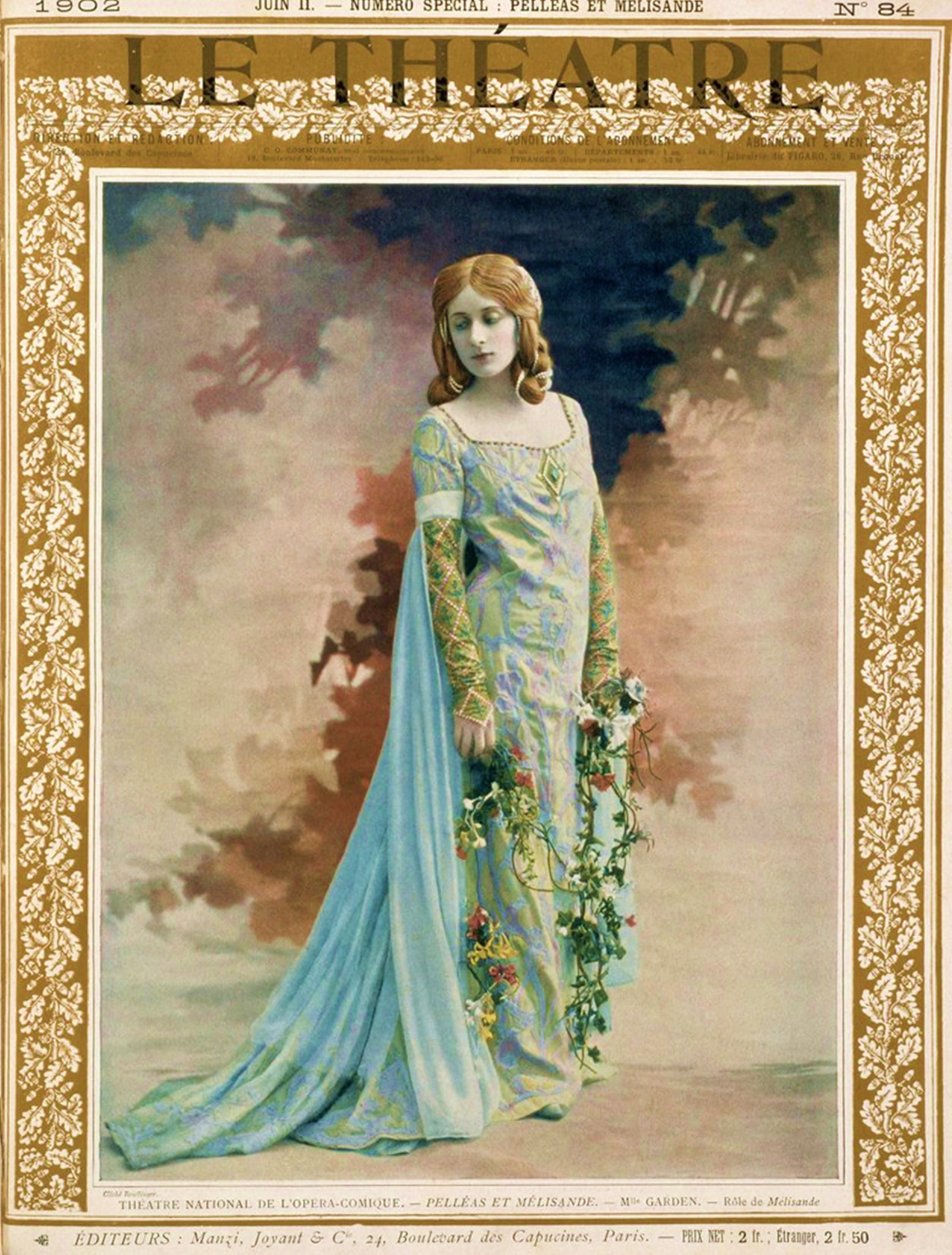
1908년 르 테아트르 특별판에 실린 멜리장드 역의 메리 가든 채색 사진.

6개월이 지났다. 왕자 골로와 펠레아스의 어머니인 주느비에브는 늙고 거의 눈먼 아르켈 왕에게 편지를 읽어준다. 그것은 골로가 동생 펠레아스에게 보낸 편지였다. 편지에서 골로는 멜리장드를 처음 만난 날 외에는 그녀에 대해 아는 것이 거의 없지만 그녀와 결혼했다고 밝힌다. 골로는 아르켈이 자신에게 화를 낼까 봐 두려워 펠레아스에게 그의 반응을 알아보라고 말한다. 만약 노인이 호의적이면 펠레아스는 셋째 날 바다를 향한 탑에서 등불을 켜야 한다. 만약 골로가 등불이 켜진 것을 보지 못하면, 그는 항해를 계속하고 다시는 집으로 돌아오지 않을 것이다. 아르켈은 미망인 골로를 우르술 공주와 결혼시켜 "오랜 전쟁과 고대의 증오"를 끝내려고 계획했지만, 그는 운명에 순종하여 골로와 멜리장드의 결혼을 받아들인다. 펠레아스가 울면서 들어온다. 그는 죽어가는 친구 마르셀루스로부터 편지를 받았고, 작별 인사를 하기 위해 여행을 떠나고 싶어 한다. 아르켈은 펠레아스가 골로가 돌아올 때까지 기다려야 한다고 생각하며, 또한 펠레아스에게 성에서 병상에 누워 있는 자신의 아버지에 대해서도 상기시킨다. 주느비에브는 펠레아스에게 골로를 위해 등불을 켜는 것을 잊지 말라고 말한다.
3장: 성 앞
주느비에브와 멜리장드는 성 안뜰을 걷는다. 멜리장드는 주변 정원과 숲이 얼마나 어두운지 말한다. 펠레아스가 도착한다. 그들은 바다를 바라보고, 큰 배가 떠나고 등대가 빛나는 것을 본다. 멜리장드는 그것이 침몰할 것이라고 예언한다. 밤이 온다. 주느비에브는 골로의 어린 아들 이뇰드를 돌보러 간다. 펠레아스는 멜리장드의 손을 잡아 가파른 길을 내려가는 것을 돕기 위해 시도하지만, 그녀는 꽃을 들고 있다고 거절한다. 그는 그녀에게 내일 떠나야 할지도 모른다고 말한다. 멜리장드는 그에게 이유를 묻는다.

### 2막
1장: 공원 우물가

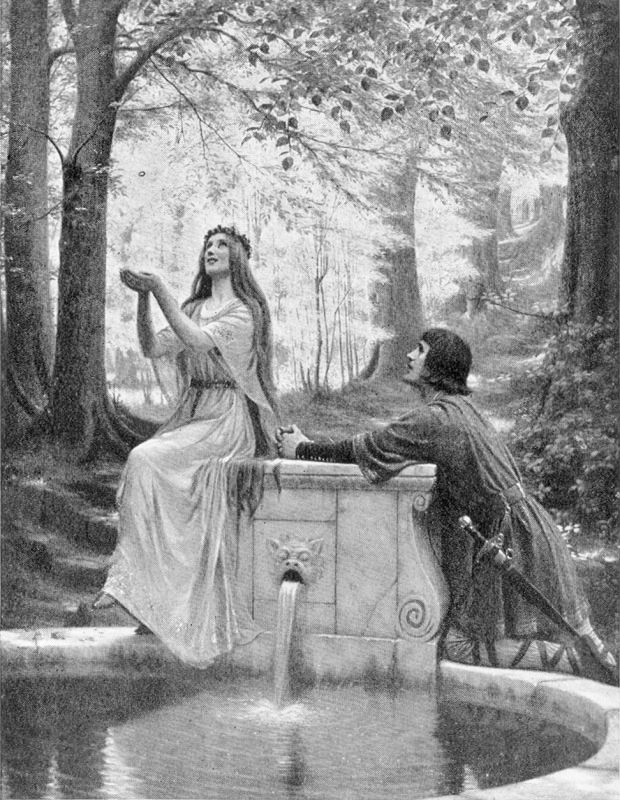
우물가의 펠레아스와 멜리장드 (에드먼드 레이턴 작)

더운 여름날이다. 펠레아스가 멜리장드를 그가 좋아하는 장소 중 하나인 "맹인들의 우물"로 데리고 갔다. 사람들은 한때 그 우물이 맹인을 치료하는 기적적인 힘을 가지고 있다고 믿었지만, 늙은 왕의 시력이 나빠지기 시작한 이후로는 더 이상 그곳에 오지 않는다. 멜리장드는 우물 대리석 가장자리에 누워 바닥을 보려고 한다. 그녀의 머리카락이 풀려 물속으로 떨어진다. 펠레아스는 그녀의 머리카락이 얼마나 엄청나게 긴지 알아차린다. 그는 골로가 멜리장드를 샘물가에서 처음 만났다는 것을 기억하고 그때 그녀에게 키스하려 했는지 묻지만, 그녀는 대답하지 않는다. 멜리장드는 골로가 준 반지를 가지고 놀다가 공중으로 던지고, 반지는 손가락에서 미끄러져 우물 속으로 떨어진다. 펠레아스는 걱정하지 말라고 하지만 그녀는 안심하지 못한다. 그는 또한 반지가 우물에 떨어질 때 시계가 12시를 치고 있었다는 것을 알아차린다. 멜리장드는 골로에게 무엇을 말해야 할지 묻는다. 그는 "진실을 말해라"라고 대답한다.
2장: 성의 방
골로가 침대에 누워 있고 멜리장드가 침대 옆에 앉아 있다. 그는 사냥 중 말에서 떨어져 부상을 입었다. 말이 12시를 치자 갑자기 아무 이유 없이 달아났다. 멜리장드는 흐느껴 울며 성 안에서 아프고 불행하다고 말한다. 그녀는 골로와 함께 떠나고 싶어 한다. 그는 그녀에게 불행한 이유를 묻지만 그녀는 말하기를 거부한다. 그가 문제가 펠레아스 때문이냐고 묻자, 그녀는 그가 원인이 아니라고 답하지만 그가 자신을 좋아하지 않는 것 같다고 말한다. 골로는 걱정하지 말라고 말한다. 펠레아스는 이상하게 행동할 때가 있고 그는 아직 매우 어리다. 멜리장드는 성의 음침함에 대해 불평하며, 오늘은 처음으로 하늘을 보았다고 말한다. 골로는 그런 이유로 울기에는 너무 나이가 많다고 말하며 그녀를 위로하기 위해 손을 잡고 결혼 반지가 없다는 것을 알아차린다. 골로는 격분하고, 멜리장드는 바닷가 동굴에서 어린 이뇰드와 조개를 주우러 갔다가 떨어뜨렸다고 주장한다. 골로는 밤이 되었음에도 불구하고 조수가 들어오기 전에 즉시 가서 반지를 찾으라고 명령한다. 멜리장드가 혼자 가기 무섭다고 대답하자, 골로는 그녀에게 펠레아스를 데리고 가라고 말한다.
3장: 동굴 앞
펠레아스와 멜리장드는 칠흑 같은 어둠 속에서 동굴로 내려간다. 멜리장드는 들어가기를 두려워하지만, 펠레아스는 그녀가 골로에게 자신이 그곳에 다녀왔음을 증명하려면 그곳을 묘사할 필요가 있을 것이라고 말한다. 달이 나와 동굴을 밝히고, 동굴 안에 잠들어 있는 세 명의 거지를 드러낸다. 펠레아스는 땅에 기근이 들었다고 설명한다. 그는 다른 날 다시 오기로 결정한다.

### 3막
1장: 성의 탑 중 하나

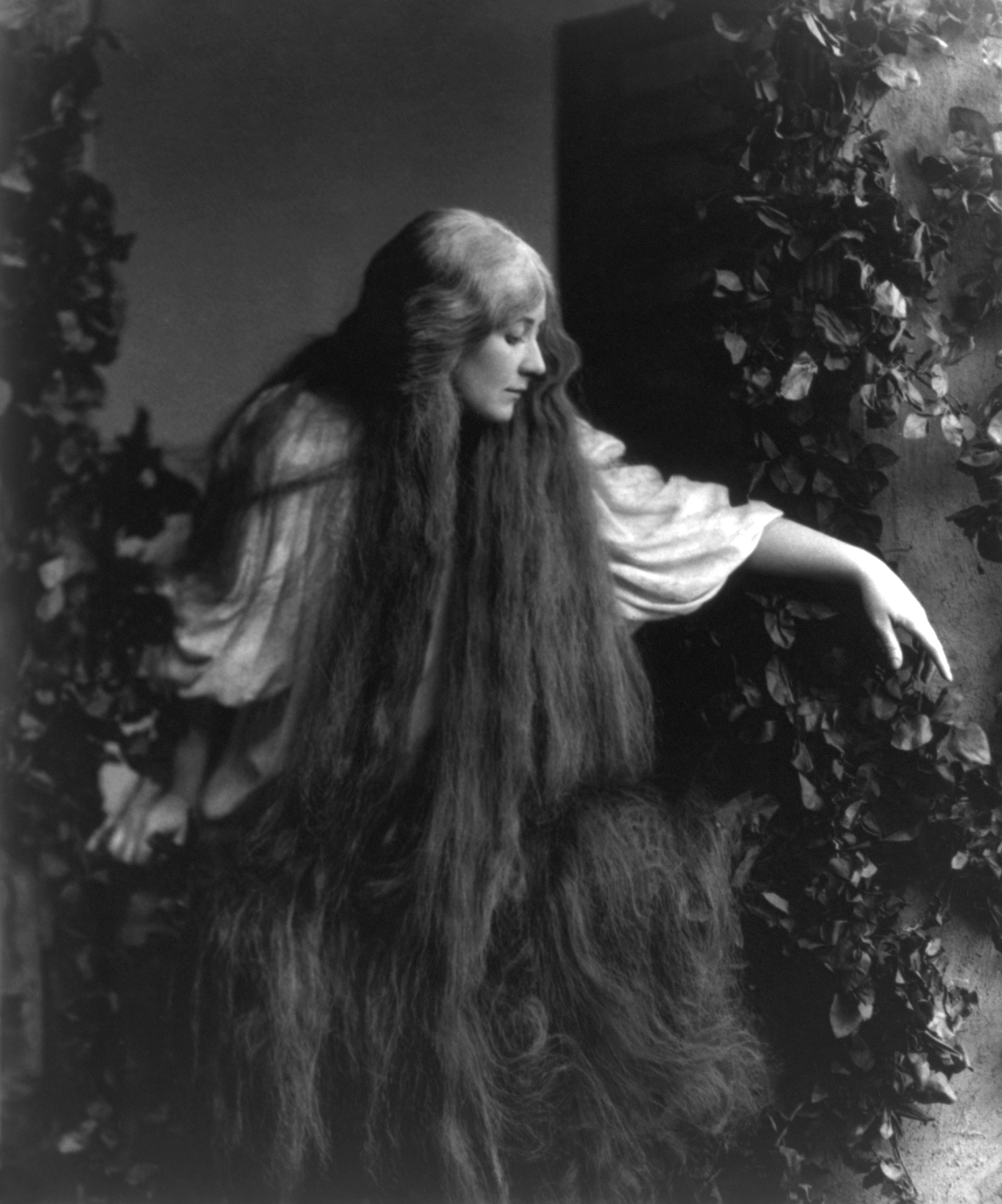
멜리장드 역의 메리 가든

멜리장드가 탑 창가에 앉아 머리를 빗으며 노래(Mes longs cheveux)를 부른다. 펠레아스가 나타나 다음 날 떠날 예정이니 손에 키스할 수 있도록 몸을 기울여 달라고 요청한다. 그는 그녀의 손에 닿을 수 없지만, 그녀의 긴 머리카락이 창문에서 흘러내려 그는 대신 머리카락에 입맞추고 애무한다. 펠레아스는 멜리장드의 항의에도 불구하고 장난스럽게 그녀의 머리카락을 버드나무에 묶는다. 한 무리의 비둘기가 날아오른다. 멜리장드는 골로의 발자국 소리가 들리자 당황한다. 골로는 펠레아스와 멜리장드를 한 쌍의 어린애에 불과하다며 펠레아스를 데리고 간다.
2장: 성의 지하 감옥
골로는 펠레아스를 지하 감옥으로 데려간다. 그곳에는 감옥과 "죽음의 냄새"가 나는 정체된 웅덩이가 있다. 그는 펠레아스에게 안전하게 붙잡고 있을 테니 구덩이 속을 들여다보라고 말한다. 펠레아스는 분위기가 답답하다고 느끼고 그들은 떠난다.
3장: 지하 감옥 입구 테라스
펠레아스는 다시 신선한 공기를 마시게 되어 안도한다. 정오이다. 그는 주느비에브와 멜리장드가 탑 창가에 있는 것을 본다. 골로는 펠레아스에게 지난밤 자신과 멜리장드 사이에 있었던 "어린애 같은 장난"이 다시는 반복되어서는 안 된다고 말한다. 멜리장드는 임신 중이고, 작은 충격이라도 그녀의 건강을 해칠 수 있다. 그가 펠레아스와 멜리장드 사이에 무언가가 있을 수 있다는 것을 알아차린 것이 처음은 아니지만, 펠레아스는 너무 티내지 않고 가능한 한 그녀를 피해야 한다.
4장: 성 앞
골로는 동이 트기 전의 어둠 속에서 어린 아들 이뇰드와 함께 앉아 펠레아스와 멜리장드에 대해 질문한다. 아이는 골로가 알고 싶어 하는 것을 거의 밝히지 못하는데, 너무 순진하여 그가 묻는 것을 이해하지 못하기 때문이다. 그는 펠레아스와 멜리장드가 문에 대해 자주 다투고, 이뇰드에게 언젠가 아버지처럼 커질 것이라고 말했다고 말한다. 골로는 그들(펠레아스와 멜리장드)이 이뇰드를 절대 보내지 않는다는 것을 알고 당황하는데, 이뇰드가 없으면 무서워하고 어둠 속에서 계속 울기 때문이라고 한다. 그는 "비가 올 때" 펠레아스와 멜리장드가 키스하는 것을 한 번 보았다고 인정한다. 골로는 아들을 어깨에 메고 창문을 통해 펠레아스와 멜리장드를 엿보지만, 이뇰드는 그들이 불빛을 보는 것 외에는 아무것도 하지 않는다고 말한다. 그는 골로가 자신을 다시 내려놓지 않으면 소리를 지르겠다고 위협한다. 골로는 그를 데리고 간다.

### 4막
1장: 성의 방
펠레아스는 멜리장드에게 아버지가 건강해지셨고 자신에게 여행을 떠나라고 말씀하셨다고 전한다. 그는 공원의 "맹인들의 우물"에서 멜리장드와 마지막 만남을 약속한다.
2장: 같은 곳

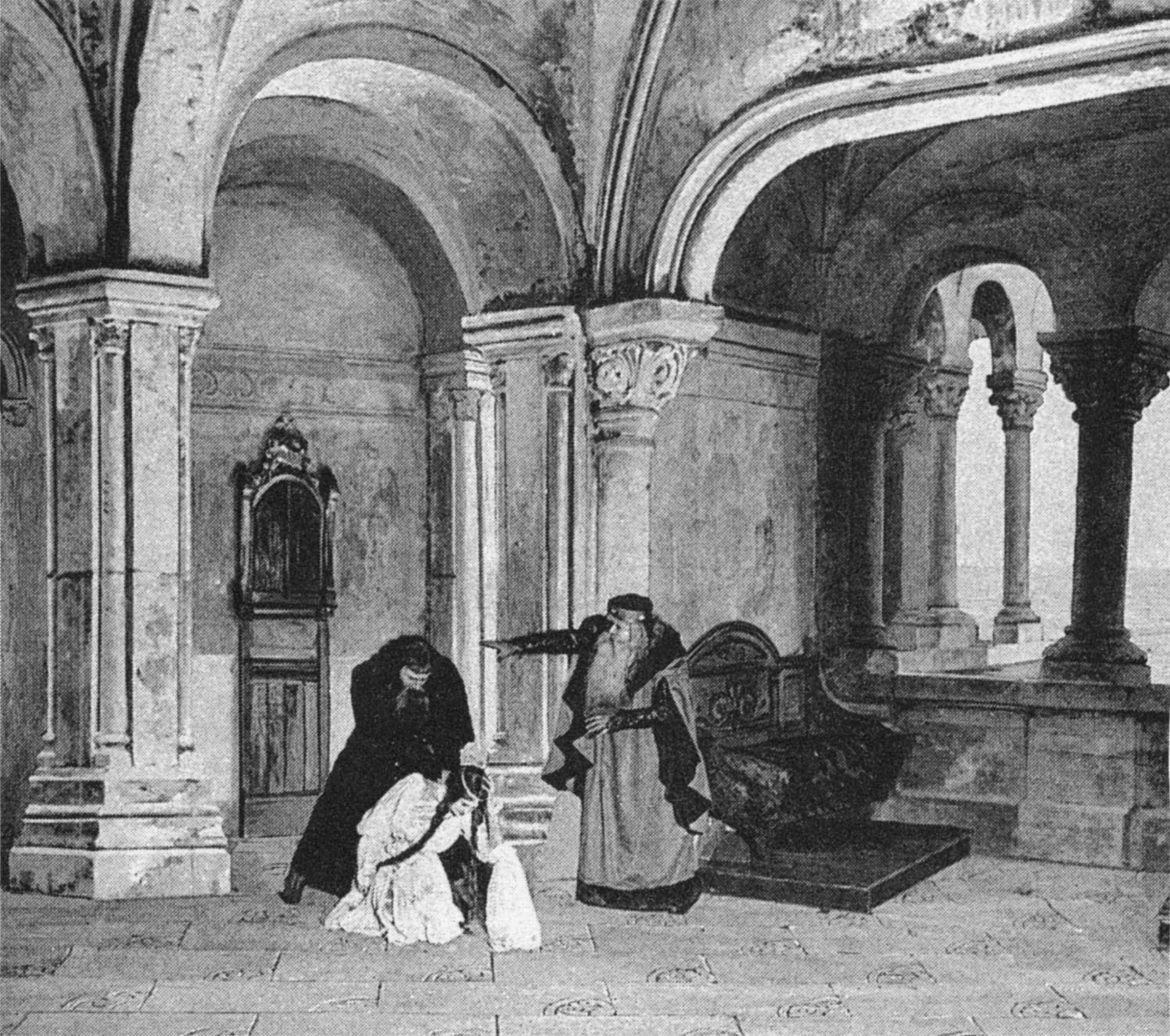
1902년 초연 당시 4막 2장, 롱생의 무대 디자인

아르켈은 멜리장드가 처음 성에 왔을 때 "계속해서 재앙을 기다리는 사람처럼 이상하고 어리둥절한 표정"을 지어 그녀를 불쌍하게 여겼다고 말한다. 그러나 이제 모든 것이 변할 것이고, 멜리장드는 "내가 예견하는 새로운 시대의 문을 열 것"이라고 말한다. 그는 그녀에게 키스해 달라고 요청한다. 골로가 이마에 피를 흘리며 들어온다. 그는 가시덤불 때문에 다쳤다고 주장한다. 멜리장드가 피를 닦으려 하자, 그는 화를 내며 자신을 만지지 말라고 명령하고 칼을 요구한다. 그는 또 다른 농부가 굶어 죽었다고 말한다. 골로는 멜리장드가 떨고 있는 것을 알아차리고 칼로 그녀를 죽이지 않을 것이라고 말한다. 그는 아르켈이 멜리장드의 눈에서 본다고 말하는 "위대한 순진함"을 비웃는다. 그는 그녀에게 눈을 감으라고 명령하며, 그렇지 않으면 "오랫동안 눈을 감게 할 것이다"라고 말한다. 그는 멜리장드가 역겹다고 말하며 그녀의 머리카락을 잡고 방 안을 끌고 다닌다. 골로가 떠나자 아르켈은 그가 취했는지 묻는다. 멜리장드는 그저 그가 더 이상 자신을 사랑하지 않는다고 대답할 뿐이다. 아르켈은 "내가 신이라면 인간의 마음에 연민을 느낄 텐데"라고 말한다.
3장: 공원 우물가
이뇰드는 바위 사이에 끼인 황금 공을 꺼내기 위해 바위를 들어 올리려고 한다. 어둠이 내리자, 그는 갑자기 양떼가 울음을 멈추는 소리를 듣는다. 양치기는 양들이 양 우리로 돌아가지 않는 길로 접어들었다고 설명하지만, 이뇰드가 어디서 잠을 잘 것이냐고 묻자 대답하지 않는다. 이뇰드는 이야기할 사람을 찾으러 간다.
4장: 같은 곳
펠레아스가 혼자 우물에 도착한다. 그는 멜리장드와 깊은 관계를 맺게 된 것을 걱정하고 그 결과를 두려워한다. 그는 떠나야 한다는 것을 알지만, 먼저 멜리장드를 마지막으로 보고 그동안 혼자 간직했던 이야기를 말하고 싶어 한다. 멜리장드가 도착한다. 그녀는 골로가 눈치채지 못하게 몰래 빠져나왔다. 처음에는 멀리 떨어져 있었지만, 펠레아스가 떠나겠다고 말하자 더욱 다정해진다. 그에 대한 사랑을 인정한 후, 멜리장드는 그를 처음 본 순간부터 사랑했다고 고백한다. 펠레아스는 하인들이 밤을 위해 성문을 닫는 소리를 듣는다. 이제 그들은 갇혔지만, 멜리장드는 그것이 더 나을 것이라고 말한다. 펠레아스도 운명에 순응한다. 두 사람이 키스한 후, 멜리장드는 그림자 속에서 움직이는 소리를 듣는다. 나무 뒤에서 두 사람을 지켜보고 있던 골로였다. 골로는 무방비 상태의 펠레아스를 칼로 쳐서 죽인다. 멜리장드도 부상을 입었지만, 죽어가는 펠레아스에게 용기가 없다고 말하며 숲으로 도망친다.

### 5막
성 안의 침실

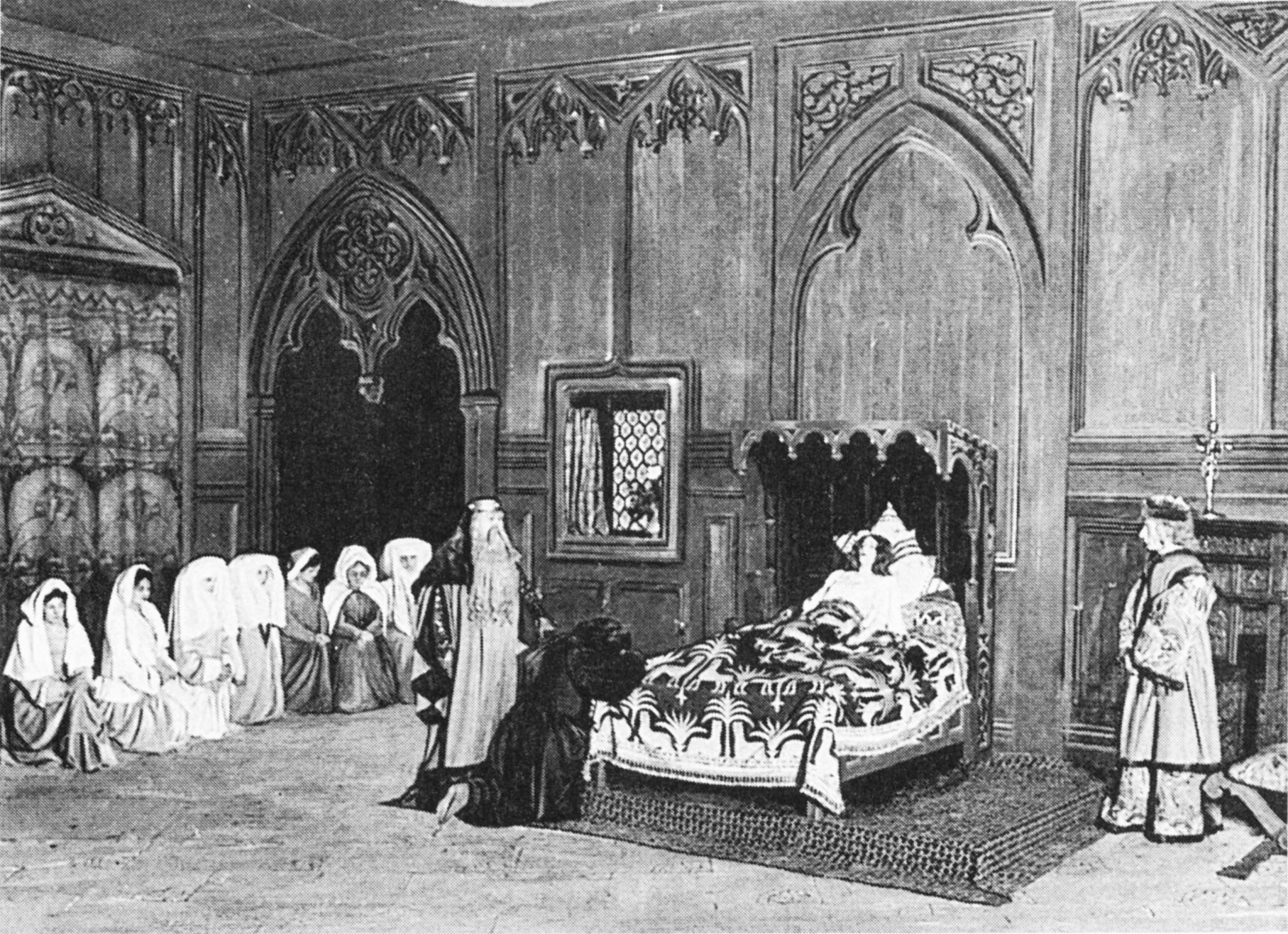
1902년 초연 당시 5막, 루시앙 쥐솜의 무대 디자인

멜리장드는 아이를 낳은 후 병상에 누워 잠들어 있다. 의사는 골로에게 그녀의 상처에도 불구하고 상태가 심각하지 않다고 장담한다. 죄책감에 사로잡힌 골로는 자신이 아무 이유 없이 죽임을 당했다고 주장한다. 펠레아스와 멜리장드는 그저 "남매처럼" 키스했을 뿐이라고. 멜리장드는 잠에서 깨어나 창문을 열어 일몰을 보고 싶어 한다. 골로는 의사와 아르켈에게 방을 떠나라고 부탁하고 멜리장드와 단둘이 이야기한다. 그는 모든 것이 자신의 잘못이라며 멜리장드에게 용서를 구한다. 골로는 멜리장드에게 펠레아스에 대한 금지된 사랑을 고백하라고 압박한다. 그녀는 골로의 점점 더 절박한 진실 요구에도 불구하고 자신의 결백을 주장한다. 아르켈과 의사가 돌아온다. 아르켈은 골로에게 멜리장드를 죽이기 전에 멈추라고 말하지만, 그는 "이미 그녀를 죽였다"고 대답한다. 아르켈은 멜리장드에게 갓 태어난 아기를 건네지만, 그녀는 아이를 안을 힘이 너무 없어 아기가 울지 않고 슬픈 삶을 살 것이라고 말한다. 방은 시녀들로 가득 차지만, 누가 그들을 불렀는지는 아무도 알 수 없다. 멜리장드는 조용히 숨을 거둔다. 죽음의 순간, 시녀들은 무릎을 꿇고 눈물을 흘리며 멜리장드를 애도한다. 아르켈은 슬픔에 잠긴 골로를 위로한다.

## 작품의 특징

### 혁신적인 대본
드뷔시는 (관례와 달리) 원작 연극을 각색하기 위해 대본 작가를 고용하는 대신, 몇 군데만 잘라내고 텍스트를 직접 사용했다. 마테를링크의 연극은 운문이 아닌 산문이었다. 1860년대에 러시아 작곡가들, 특히 (드뷔시가 존경했던) 모데스트 무소륵스키는 산문 오페라 대본을 사용하는 것을 실험했지만, 이는 프랑스(또는 이탈리아, 독일)에서는 매우 드문 일이었다. 드뷔시의 예는 이후 많은 작곡가들에게 영향을 미쳤는데, 예를 들어 리하르트 슈트라우스의 《살로메》, 알반 베르크의 《보체크》, 베른트 알로이스 치머만의 《병사들》 등 기존 산문극에서 자신만의 대본을 편집했다.
드뷔시가 선택한 대본의 특성은 이 오페라의 가장 유명한 특징, 즉 아리아나 정형화된 곡의 거의 완전한 부재에 기여한다. 독주자를 위한 합리적으로 긴 대목은 단 두 개뿐이다. 1막의 주느비에브의 편지 읽기 장면과 3막의 멜리장드의 탑에서의 노래(이는 마테를링크 연극의 대사 공연에서도 어쨌든 음악이 붙었을 가능성이 높다). 대신 드뷔시는 텍스트를 한 음절에 한 음씩 붙여 "찬트와 레치타티보의 중간쯤 되는, 연속적이고 유연한 '칸틸레나'"로 설정했다.

### 드뷔시, 바그너, 그리고 프랑스 전통
펠레아스는 리하르트 바그너의 작품에 대한 드뷔시의 깊은 양가감정을 보여준다. 도널드 그라우트가 썼듯이, "《펠레아스와 멜리장드》를 바그너에 대한 프랑스 오페라의 반작용의 기념비로 간주하는 것이 일반적이고, 대체로 옳다." 바그너는 19세기 오페라에 혁명을 일으켰는데, 그는 무대 작품을 더욱 극적으로 만들고, 오케스트라 사용을 늘리고, 아리아와 레치타티보 사이의 전통적인 구분을 "무한선율"이라는 개념으로 폐지했으며, 캐릭터나 아이디어와 관련된 반복되는 음악 테마인 라이트모티프를 사용했다. 바그너는 프랑스에서 매우 논란이 많은 인물이었다. 보수적인 음악계에서는 경멸받았지만, "아방가르드" 집단, 특히 상징주의 문학 집단 사이에서는 숭배받는 인물이었다. 그들은 바그너의 라이트모티프 개념과 그들의 상징 사용 사이에 유사점을 보았다. 젊은 드뷔시는 바그너 음악에 대한 이러한 열정에 동참하여, 1888년에 바이로이트 축제로 순례를 떠나 《파르지팔》과 《뉘른베르크의 명가수》를 보았고, 1889년에는 《트리스탄과 이졸데》를 보기 위해 다시 방문했다. 하지만 그 해에 그는 친구 에르네스트 기로에게 바그너의 영향에서 벗어나야 할 필요성을 고백했다.
드뷔시는 바그너를 너무 밀접하게 모방하는 위험성을 잘 알고 있었다. 에마뉘엘 샤브리에(《그웬돌린》)와 에르네스트 쇼송(《왕 아르튀르》)을 비롯한 몇몇 프랑스 작곡가들은 자신들만의 바그너식 음악극을 쓰려고 시도했다. 드뷔시는 그 결과물에 전혀 감명받지 못했다. "우리는 프랑스 천재가 장화 신은 가짜 보탄과 벨벳 재킷을 입은 트리스탄 사이에서 길을 잃었던 신-바그너 학파보다 더 지루한 것은 없었다는 것을 인정해야 한다." 드뷔시는 《펠레아스》에 대한 과도한 바그너적 영향을 처음부터 피하려고 노력했다. 사랑 장면은 그가 처음 작곡한 음악이었지만, 그는 초고를 너무 관습적이고 "최악의 경우, 파르지팔의 악한 마법사 클링조르의 유령, 즉 R. 바그너가 계속 나타났다"는 이유로 폐기했다.
그러나 드뷔시는 바그너로부터 몇 가지 특징을 빌려왔는데, 여기에는 라이트모티프의 사용이 포함된다. 비록 이들은 "초기 음악극의 '성격-라이트모티프'보다는 《트리스탄》의 더 성숙한 바그너의 '사상-라이트모티프'에 가깝다"고 할 수 있다. 드뷔시는 바그너의 더 분명한 라이트모티프를 "속임수 상자"(boîte à trucs)라고 언급하며, 《펠레아스》에는 "선도적인 실이 없다"고 주장했는데, 이는 "등장인물들이 라이트모티프의 노예가 아니기 때문"이라고 했다. 하지만 드뷔시가 사적으로 인정했듯이, 《펠레아스》의 세 주요 등장인물 각각과 관련된 주제들이 있다.
오케스트라의 지속적인 사용은 바그너 음악극의 또 다른 특징이지만, 드뷔시가 오케스트라를 다루는 방식은 예를 들어 《트리스탄》과는 완전히 다르다. 그라우트의 말에 따르면, "대부분의 경우 음악은 텍스트를 덮는 무지개빛 베일에 불과하다." 강조점은 조용함, 미묘함, 그리고 대본의 단어가 들리도록 하는 데 있다. 드뷔시의 낭송 방식은 바그너적이지 않은데, 그는 바그너의 선율이 프랑스어에 적합하지 않다고 느꼈기 때문이다. 대신 그는 자연스러운 말의 리듬에 가깝게 유지하며, 《펠레아스》를 장바티스트 륄리와 라모의 프랑스 바로크 《리릭 비극》과 오페라의 창시자인 자코포 페리와 줄리오 카치니의 실험으로 거슬러 올라가는 전통의 일부로 만들었다.
《트리스탄》처럼 《펠레아스》의 주제도 막연하게 중세 시대를 배경으로 한 삼각관계이다. 그러나 《트리스탄》의 주인공들과 달리, 《펠레아스》의 등장인물들은 자신의 감정을 이해하거나 명확하게 표현할 수 있는 경우가 거의 없다. 이야기의 의도적인 모호성은 드뷔시 음악의 난해함과 병행한다.

## 이후의 오페라 프로젝트
《펠레아스》는 드뷔시의 유일한 완성 오페라였다. 이 때문에 때때로 루트비히 판 베토벤의 《피델리오》와 비교되기도 한다. 휴 맥도널드는 다음과 같이 썼다. "두 오페라 모두 애지중지하는 창작자들의 사랑받는 외동딸이었는데, 그들의 제작에 너무 많은 것을 쏟아부어 그 뒤를 이을 둘째 아이는 없었다." 이는 드뷔시가 노력을 기울이지 않아서가 아니었고, 그는 후속작을 만들기 위해 열심히 노력했다. 여러 오페라 프로젝트의 세부 사항이 남아 있다. 남아 있는 가장 중요한 음악 스케치는 에드거 앨런 포의 단편 소설을 바탕으로 한 두 작품인 《벨프리 안의 악마》와 《어셔가의 몰락》이다.

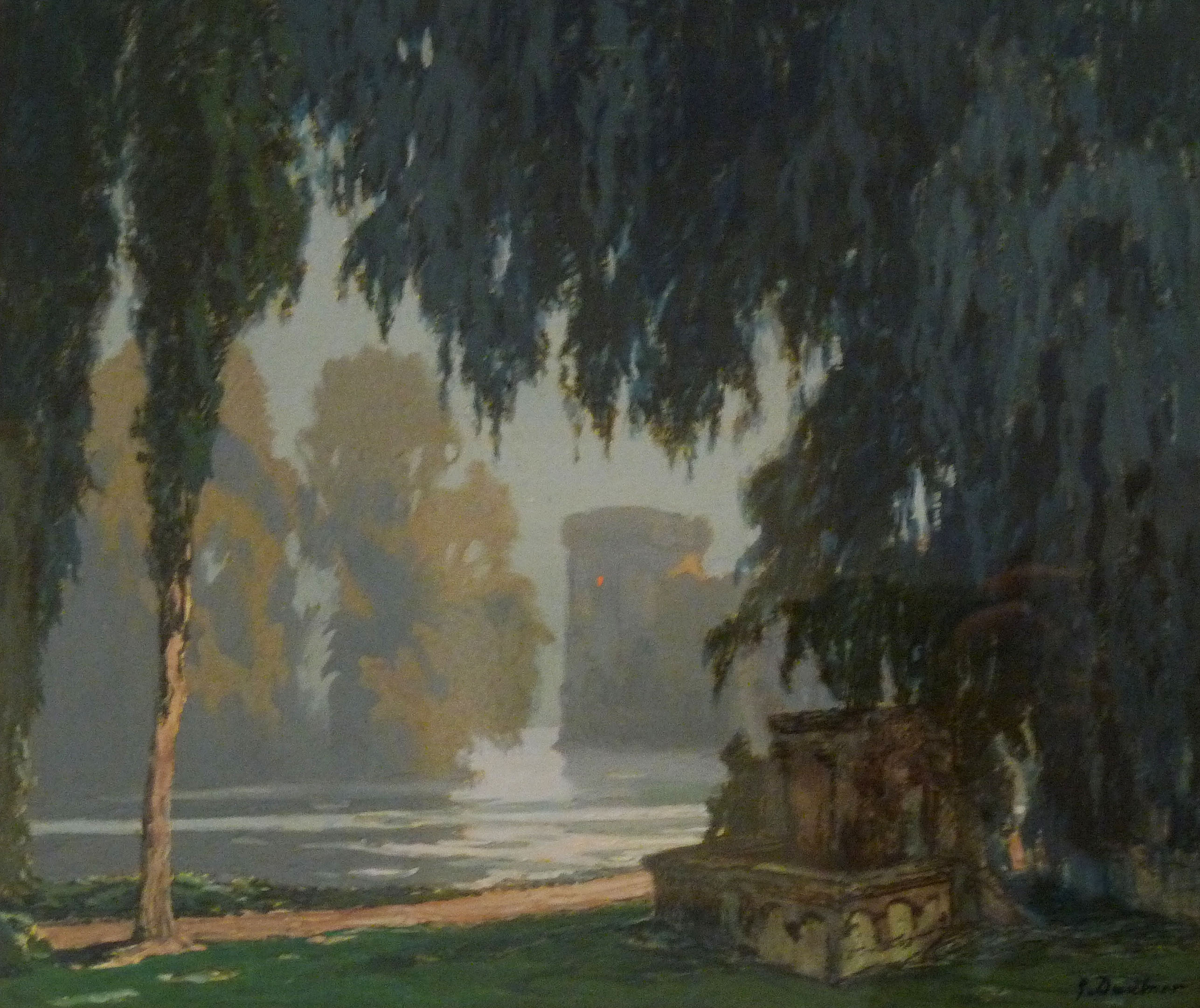
마법의 정원 (조르주 다웁너)

드뷔시는 또한 윌리엄 셰익스피어의 《당신 뜻대로》를 폴-장 툴레의 대본으로 만들 계획을 세웠지만, 시인의 아편 중독으로 인해 그는 대본을 쓸 정도로 게을렀다. 다른 두 프로젝트는 드뷔시가 독일 작곡가들에게 그들 자신의 분야에서 도전할 의도가 있었음을 시사한다. 《오르페우스-왕》은 크리스토프 빌리발트 글루크의 《오르페오와 에우리디체》에 대한 반박으로, 드뷔시는 "주제의 일화적이고 눈물겨운 측면만을 다룬다"고 생각했다. 그러나 빅토르 레더러(Victor Lederer)에 따르면, "충격적인 가치 면에서 당신 뜻대로나 《오르페우스》 어느 것도 1907년의 트리스탄 프로젝트를 능가하지 못한다. [...] 드뷔시의 초기 전기 작가 중 한 명인 레옹 발라스에 따르면, 그것의 '에피소드적 성격은 기사도 이야기와 관련이 있었을 것이며, 리하르트 바그너의 게르만적 개념과는 정반대였다.' 드뷔시가 트리스탄 전설을 바탕으로 오페라를 쓸 생각을 잠시라도 품었다는 것은 정말 놀랍다. 그는 바그너의 거대한 《트리스탄과 이졸데》를 누구 못지않게 잘 알고 있었고, 그 주제를 다룰 자신감이 정말 대단했음에 틀림없다." 그러나 이 계획들 중 어떤 것도 실현되지 못했는데, 부분적으로는 1909년부터 드뷔시를 괴롭힌 직장암으로 인해 그가 지속적인 창작 작업에 집중하는 것이 점점 더 어려워졌기 때문이다. 《펠레아스》는 독특한 오페라로 남을 것이다.

## 음반 목록
《펠레아스와 멜리장드》의 가장 오래된 녹음은 1904년 그라모폰 & 타자기 디스크 녹음으로, 메리 가든이 "Mes longs cheveux" 부분을 부르고 드뷔시가 피아노 반주를 한 것이다. 오페라의 확장된 발췌곡 첫 녹음은 1924년 지휘자 피에로 코폴라가 이끄는 그랜드 오케스트라 심포니크 뒤 그라모폰에 의해 이루어졌고, 1927년에는 개선된 사운드를 위해 전기 공정으로 재녹음되었다. 1942년 로제 데조르미에르가 지휘한 녹음은 첫 번째 완전판으로, 대부분의 비평가들에게 참고할 만한 자료로 여겨진다.

## 더 읽어보기
- 홀든, 아만다 (편집), The New Penguin Opera Guide, 뉴욕: Penguin Putnam, 2001. ISBN 0-14-029312-4